# Mackinlaya
Mackinlaya es un género de fanerógamas perteneciente a la familia  Araliaceae, que comprende doce especies. Son nativas de Queensland, el archipiélago de Bismarck, las Islas Salomón, Nueva Guinea, Célebes y Filipinas.
Comprende 12 especies descritas y de estas, solo 5 aceptadas.

## Taxonomía
El género fue descrito por Ferdinand von Mueller y publicado en Fragmenta Phytographiæ Australiæ 4: 119. 1864. La especie tipo es: Mackinlaya macrosciadea (F.Muell.) F.Muell.	

## Especies
A continuación se brinda un listado de las especies del género Mackinlaya aceptadas hasta septiembre de 2012, ordenadas alfabéticamente. Para cada una se indica el nombre binomial seguido del autor, abreviado según las convenciones y usos.
- Mackinlaya celebica (Harms) Philipson
- Mackinlaya confusa Hemsl.
- Mackinlaya macrosciadea (F.Muell.) F.Muell.
- Mackinlaya radiata Philipson
- Mackinlaya schlechteri (Harms) Philipson